# Faustball-Weltmeisterschaft der Frauen 1998
| 2. Weltmeisterschaft 1998          | 2. Weltmeisterschaft 1998 |
| Frauen                             | Frauen                    |
| ---------------------------------- | ------------------------- |
| Anzahl Nationen                    | 7                         |
| Weltmeister                        | Deutschland               |
| Gastgeber                          | Österreich                |
| Stadt                              | Villach/Linz              |
| Eröffnung                          | 2. September 1998         |
| Endspiel                           | 5. September 1998         |
| Verband                            | IFA                       |
| Anzahl Spiele                      | 18                        |
| \| ← 1. WM 1994 \| 3. WM 2002 → \| |                           |
| ← 1. WM 1994                       | 3. WM 2002 →              |

Die 2. Faustball-Weltmeisterschaft der Frauen fand vom 2. bis zum 5. September 1998 in Villach und Linz (Österreich) statt. Österreich war erstmals Ausrichter der Faustball-Weltmeisterschaft der Frauen.

## Teilnehmer
An der zweiten Faustball-WM der Frauen nahmen insgesamt sieben Nationen aus Europa und Südamerika teil. Auch die Nationalmannschaft Urgugays hatte zunächst Interesse an einer Teilnahme bekundet, musste die Mannschaft aber kurz vor der WM zurückziehen.
| Europa - Deutschland - Österreich - Schweiz - Tschechien | Südamerika - Argentinien - Brasilien - Chile |

## Modus
In den Vorrundengruppen spielt jeder gegen jeden. Die Gruppensieger stehen im Halbfinale. Die Gruppenzweiten spielen gegen den Gruppendritten der jeweils anderen Gruppe um die beiden verbliebenen Halbfinalplätze.

## Vorrunde
Alle Vorrundenspiele fanden in Villach statt.

### Gruppe A
| 02.09.1998 | Deutschland | – | Argentinien | 2:0 | (20:7, 20:6)   |
| 02.09.1998 | Schweiz     | – | Argentinien | 2:0 | (20:11, 20:16) |
| 02.09.1998 | Deutschland | – | Schweiz     | 2:0 | (21:19, 20:9)  |

### Gruppe B
| 02.09.1998 | Österreich | – | Chile      | 2:0 | (20:7, 20:6)   |
| 02.09.1998 | Brasilien  | – | Tschechien | 2:0 | (20:11, 20:11) |
| 02.09.1998 | Österreich | – | Tschechien | 2:0 | (20:7, 20:7)   |
| 02.09.1998 | Brasilien  | – | Chile      | 2:0 | (20:3, 20:17)  |
| 02.09.1998 | Chile      | – | Tschechien | 2:0 | (20:12, 20:6)  |
| 02.09.1998 | Österreich | – | Brasilien  | 2:0 | (20:14, 20:7)  |

## Qualifikationsspiele für Halbfinale
Die Qualifikationsspiele für das Halbfinale fanden in Linz-Urfahr statt.
| 04.09.1998 | Brasilien | – | Argentinien | 2:0 | (20:17, 20:9)  |
| 04.09.1998 | Schweiz   | – | Chile       | 2:0 | (20:10, 20:12) |

## Halbfinale
Das Halbfinale fand in Linz-Urfahr statt.
| 04.09.1998 | Deutschland | – | Brasilien  | 2:0 | (20:10, 20:16)        |
| 04.09.1998 | Schweiz     | – | Österreich | 2:1 | (20:15, 17:20, 20:10) |

## Platzierungs- und Finalspiele
Entscheidungsrunde um die Plätze 5 bis 7
| 05.09.1998 | Tschechien  | – | Argentinien | 0:2 | (11:20, 6:20)        |
| 05.09.1998 | Tschechien  | – | Chile       | 0:2 | (8:20, 13:20)        |
| 05.09.1998 | Argentinien | – | Chile       | 2:1 | (15:20, 20:5, 20:13) |

| Spiel um Platz 3 | Spiel um Platz 3 | Spiel um Platz 3 | Spiel um Platz 3 | Spiel um Platz 3 | Spiel um Platz 3      |
| ---------------- | ---------------- | ---------------- | ---------------- | ---------------- | --------------------- |
| 22.09.1998       | Österreich       | –                | Brasilien        | 2:1              | (20:17, 22:24, 20:12) |
| Finale           |                  |                  |                  |                  |                       |
| 22.09.1998       | Deutschland      | –                | Schweiz          | 2:0              | (20:17, 20:16)        |

## Platzierungen
| Rang | Land        |
| ---- | ----------- |
| 1.   | Deutschland |
| 2.   | Schweiz     |
| 3.   | Österreich  |
| 4.   | Brasilien   |
| 5.   | Argentinien |
| 6.   | Chile       |
| 7.   | Tschechien  |